# Miss Mondo 2004
Miss Mondo 2004, la cinquantaquattresima edizione di Miss Mondo, si è tenuta il 6 dicembre 2004, presso il Crown of Beauty Theatre, a Sanya in Cina. Il concorso è stato presentato da Troy McClain, Angela Chow e Lisa Snowdon. María Julia Mantilla, rappresentante del Perù è stata incoronata Miss Mondo 2004, dalla detentrice del titolo uscente, Rosanna Davison.

## Risultati

### Piazzamenti
| Risultato       | Concorrente |
| --------------- | --- |
| Miss Mondo 2004 | - Perù - María Julia Mantilla |
| 2ª classificata | - Rep. Dominicana - Claudia Cruz |
| 3ª classificata | - Stati Uniti - Nancy Randall |
| 4ª classificata | - Polonia - Katarzyna Borowicz |
| 5ª classificata | - Filippine - Maria Karla Bautista |
| Semifinaliste   | - Antigua e Barbuda - Shermain Jeremy - Australia - Sarah Davies - Cina - Yang Jin - Galles - Amy Guy - Messico - Yessica Ramírez - Nigeria - Anita Uwagbale - Rep. Ceca - Jana Doleželová - Russia - Tatiana Sidorchuk - Trinidad e Tobago - Kenisha Thom - Vietnam - Nguyễn Thị Huyền |

### Regine continentali
| Risultato      | Concorrente                        |
| -------------- | ---------------------------------- |
| Africa         | - Nigeria - Anita Uwagbale         |
| Americhe       | - Stati Uniti - Nancy Randall      |
| Asia e Oceania | - Filippine - Maria Karla Bautista |
| Caraibi        | - Rep. Dominicana - Claudia Cruz   |
| Europa         | - Polonia - Katarzyna Borowicz     |

### Riconoscimenti speciali
| Riconoscimento               | Concorrente                                 |
| ---------------------------- | ------------------------------------------- |
| Miss World Beach Beauty      | - Stati Uniti - Nancy Randall               |
| Miss World Sports            | - Galles - Amy Guy                          |
| Miss World Talent            | - Antigua e Barbuda - Shermain Sunja Jeremy |
| Miss World Top Model         | - Messico - Yessica Guadalupe Ramírez Meza  |
| Miss World Contestant Choice | - Australia - Sarah Davies                  |
| Best World Dress Designer    | - Belgio - Ellen Petri                      |
| Miss World Scholarship       | - Giamaica - Tonoya Toyloy                  |

## Concorrenti
| Nazione              | Concorrente                            | Età | Altezza | Provenienza         |
| -------------------- | -------------------------------------- | --- | ------- | ------------------- |
| Albania              | Agnese Vuthaj                          | 18  | 1.75    | Pristina            |
| Angola               | Silvia Anair Joao de Deus              | 20  | 1.78    | Luanda              |
| Antigua e Barbuda    | Shermain Sunja Jeremy                  | 23  | 1.75    | St. John's          |
| Argentina            | Veronica Estarriaga                    | 24  | 1.70    | Buenos Aires        |
| Aruba                | Luisana Nikulay Cicilia                | 20  | 1.80    | Oranjestad          |
| Australia            | Sarah Davies                           | 22  | 1.74    | Brisbane            |
| Bahamas              | Brianna Clarke                         | 23  | 1.68    | Nassau              |
| Barbados             | Kennifer Marius                        | 20  | 1.63    | Christ Church       |
| Belgio               | Ellen Petri                            | 22  | 1.68    | Merksem             |
| Bielorussia          | Olga Antropova                         | 22  | 1.80    | Polack              |
| Bolivia              | María Nuvia Montenegro Apuri           | 18  | 1.78    | Reyes               |
| Bosnia ed Erzegovina | Njegica Balorda                        | 19  | 1.77    | Sarajevo            |
| Botswana             | Juby Peacock                           | 20  | 1.73    | Maun                |
| Brasile              | Iara Maria Rezende Azevedo Coelho      | 23  | 1.81    | Minas Gerais        |
| Bulgaria             | Gergana Guncheva                       | 17  | 1.73    | Sofia               |
| Canada               | Tijana Arnautović                      | 18  | 1.80    | Ottawa              |
| Cile                 | Verónica Paz Roberts Olcay             | 21  | 1.72    | Santiago            |
| Cina                 | Yang Jin                               | 20  | 1.73    | Chongqing           |
| Cina Taipei          | Dorothy Chu Yi Hui                     | 18  | 1.74    | Taipei              |
| Cipro                | Constantina Evripidou                  | 19  | 1.75    | Limassol            |
| Colombia             | Paola Andrea Mariňo Garcia             | 22  | 1.78    | Bogotà              |
| Corea del Sud        | Han Kyoung-jin                         | 19  | 1.74    | Seongnam            |
| Costa Rica           | Shirley Calvo Jimenez                  | 22  | 1.73    | Alajuela            |
| Croazia              | Ivana Žnidarić                         | 17  | 1.80    | Čakovec             |
| Curaçao              | Sue-Ann Stephanie Hudson               | 20  | 1.70    | Willemstad          |
| Danimarca            | Line Solling Larsen                    | 23  | 1.75    | Fionia              |
| Ecuador              | Cristina Eugenia Reyes Hidalgo         | 23  | 1.81    | Guayaquil           |
| Egitto               | Heba Ahmad El-Sisy                     | 22  | 1.75    | Il Cairo            |
| El Salvador          | Andrea Denise Müschenborn Charlaix     | 18  | 1.70    | San Salvador        |
| Estonia              | Moonika Tooming                        | 23  | 1.78    | Tallinn             |
| Etiopia              | Sayat Demissie                         | 18  | 1.71    | Addis Abeba         |
| Figi                 | Aishwarya Sukhdeo                      | 24  | 1.70    | Suva                |
| Filippine            | Maria Karla Rabanal Bautista           | 20  | 1.75    | Cebu                |
| Finlandia            | Nina Johanna Tikanmäki                 | 19  | 1.72    | Naantali            |
| Francia              | Laetitia Marciniak                     | 23  | 1.73    | Calais              |
| Galles               | Amy Guy                                | 21  | 1.73    | Wrexham             |
| Georgia              | Salome Chikviladze                     | 20  | 1.75    | Tbilisi             |
| Germania             | Inka Weickel                           | 20  | 1.71    | Alzey               |
| Ghana                | Serena Naa Dei Ashi Roye               | 23  | 1.75    | Accra               |
| Giamaica             | Tonoya Anne Toyloy                     | 24  | 1.76    | Kingston            |
| Giappone             | Minako Goto                            | 22  | 1.71    | Akita               |
| Gibilterra           | Helen Gustafson                        | 24  | 1.71    | Gibilterra          |
| Grecia               | Maria Spiridaki                        | 19  | 1.80    | Candia              |
| Guadalupa            | Jennifer Desbouiges                    | 18  | 1.77    | Pointe-à-Pitre      |
| Guyana               | Suzette Marissa Shim                   | 19  | 1.75    | Georgetown          |
| Honduras             | Kimberly Michelle McNab                | 19  | 1.72    | Roatán              |
| Hong Kong            | Queenie Chu Wai Man                    | 23  | 1.74    | Hong Kong           |
| India                | Sayali Bhagat                          | 20  | 1.75    | Nashik              |
| Inghilterra          | Danielle Lloyd                         | 20  | 1.73    | Liverpool           |
| Irlanda              | Natasha Nic Gairbheirth                | 21  | 1.71    | Gaoth Dobhair       |
| Irlanda del Nord     | Kirsty Anne Gabriel Stewart            | 18  | 1.72    | Enniskillen         |
| Islanda              | Hugrun Hardardóttir                    | 21  | 1.70    | Selfoss             |
| Isole Cayman         | Stacy Ann-Rose Kelly                   | 24  | 1.80    | Bodden Town         |
| Israele              | Rita Lokin                             | 23  | 1.80    | Ashdod              |
| Italia               | Valeria Altobelli                      | 20  | 1.82    | Roma                |
| Kazakistan           | Aleksandra Kazakova                    | 19  | 1.78    | Öskemen             |
| Kenya                | Juliet Atieno Ochieng                  | 19  | 1.70    | Kisumu              |
| Lettonia             | Agnese Eiduka                          | 20  | 1.77    | Valmiera            |
| Libano               | Nadine Noujeim                         | 20  | 1.75    | Beirut              |
| Lituania             | Agne Maliaukaitė                       | 19  | 1.714   | Panevėžys           |
| Macedonia            | Sara Lesi                              | 17  | 1.77    | Skopje              |
| Malaysia             | Gloria Ting Mei Ru                     | 23  | 1.71    | Sibu                |
| Malta                | Antonella Vella                        | 20  | 1.78    | Mosta               |
| Mauritius            | Maria Natacha Magalie Antoo            | 22  | 1.76    | Rose Hill           |
| Messico              | Yessica Guadalupe Ramírez Meza         | 22  | 1.83    | Tijuana             |
| Moldavia             | Marina Chivaciuc                       | 21  | 1.74    | Tiraspol            |
| Namibia              | Adele Basson                           | 24  | 1.70    | Windhoek            |
| Nepal                | Payal Shakya                           | 18  | 1.64    | Katmandu            |
| Nicaragua            | Anielka María Sánchez Castillo         | 22  | 1.78    | Masaya              |
| Nigeria              | Anita Queen Uwagbale                   | 19  | 1.78    | Lagos               |
| Norvegia             | Hege Torresdal                         | 20  | 1.77    | Aksdal              |
| Nuova Zelanda        | Amber Jean Peebles                     | 21  | 1.70    | Auckland            |
| Paesi Bassi          | Miranda Slabber                        | 24  | 1.76    | Arnemuiden          |
| Panama               | Melissa del Carmen Piedrahita Melendez | 22  | 1.75    | Panama              |
| Paraguay             | Tania María Domanickzy Vargas          | 23  | 1.75    | Asunción            |
| Perù                 | Maria Julia Mantilla Garcia            | 20  | 1.74    | Trujillo            |
| Polonia              | Katarzyna Weronika Borowicz            | 19  | 1.73    | Ostrów Wielkopolski |
| Porto Rico           | Cassandra Carin Castro Holland         | 20  | 1.78    | Luquillo            |
| Portogallo           | Patricia Oliveira Raposa de Oliveira   | 17  | 1.70    | Lisbona             |
| Rep. Ceca            | Jana Doleželová                        | 23  | 1.76    | Uničov              |
| Rep. Dominicana      | Claudia Julissa Cruz Rodriguez         | 18  | 1.75    | Santo Domingo       |
| Romania              | Adina Maria Cotuna                     | 20  | 1.80    | Arad                |
| Russia               | Tatiana Sidorchuk                      | 19  | 1.78    | Perm'               |
| Saint Lucia          | Sascha Gianne Michelle Andrew-Rose     | 18  | 1.77    | Castries            |
| Scozia               | Lois Anna Weatherup                    | 21  | 1.76    | Linlithgow          |
| Serbia e Montenegro  | Jelena Pejic                           | 17  | 1.78    | Belgrado            |
| Singapore            | Lisa Huang Shu Jun                     | 22  | 1.71    | Singapore           |
| Slovacchia           | Maria Sandorova                        | 20  | 1.75    | Košice              |
| Slovenia             | Živa Vadnov                            | 22  | 1.71    | Lubiana             |
| Spagna               | Maite Medina Cerrato                   | 24  | 1.80    | Barcellona          |
| Sri Lanka            | Anarkalli Jay Aakarsha                 | 17  | 1.65    | Colombo             |
| Stati Uniti          | Nancy Randall                          | 24  | 1.72    | New Orleans         |
| Sudafrica            | Joan Kwena Ramagoshi                   | 24  | 1.68    | Mamelodi            |
| Svezia               | Eva Helena Hjertonsson                 | 19  | 1.73    | Kalmar              |
| Svizzera             | Fiona Hefti                            | 24  | 1.78    | Zurigo              |
| Tanzania             | Faraja Kotta                           | 19  | 1.78    | Dar es Salaam       |
| Thailandia           | Nikallaya Abdul Dulaya                 | 23  | 1.74    | Yala                |
| Trinidad e Tobago    | Kenisha Nalisha Finita Thom            | 21  | 1.74    | Scarborough         |
| Turchia              | Nur Gumusdograyan                      | 19  | 1.80    | Ankara              |
| Turks e Caicos       | Beryl Christian Kateri Handfield       | 19  | 1.67    | Grand Turk          |
| Ucraina              | Lesya Matveyeva                        | 22  | 1.70    | Kiev                |
| Uganda               | Barbara Kimbugwe                       | 19  | 1.68    | Kampala             |
| Ungheria             | Veronika Orban                         | 20  | 1.78    | Zalaegerszeg        |
| Venezuela            | Andrea María Milroy Díaz               | 20  | 1.74    | Caracas             |
| Vietnam              | Nguyễn Thị Huyền                       | 19  | 1.72    | Hanoi               |
| Zambia               | Rosemary Mulenga Chileshe              | 24  | 1.80    | Lusaka              |
| Zimbabwe             | Oslie Muringai                         | 20  | 1.73    | Bulawayo            |